# Xanthorhoe strumosata
Xanthorhoe strumosata là một loài bướm đêm trong họ Geometridae.